# Городские укрепления Риги

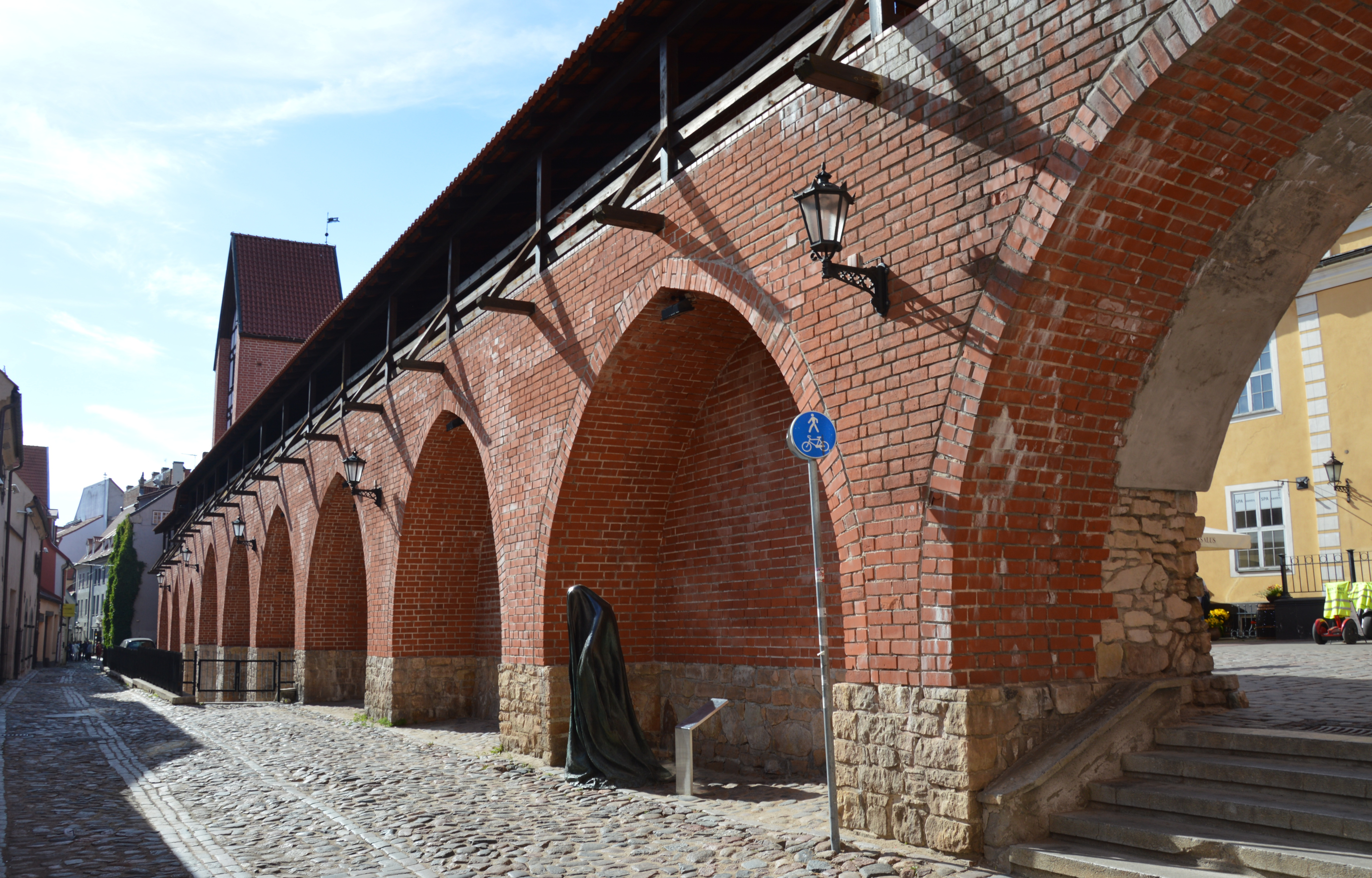
Восстановленный фрагмент городской стены с башней Рамера

Городские укрепления Риги — система защитных сооружений и укреплений Риги, сложившаяся в XIII—XVIII веках. В середине XIX века была снесена по решению лифляндской губернской администрации, однако отдельные элементы городской крепости сохранились до наших дней. Некоторые элементы крепости были реконструированы и в настоящее время входят в архитектурно-исторический комплекс Старого города.

## Начало создания крепости
Первые элементы оборонительной системы Риги упоминаются в 1207 году в Ливонской хронике. По всей видимости, речь идёт о палисадах на правом берегу Даугавы, проходивших по периметру так называемой первой части города. В неё входили городской рынок и каменные средневековые резиденции немецких феодалов, подчинивших своей власти жителей восточнобалтийских торговых поселений в ходе Ливонского крестового похода. Вскоре после создания первой линии палисадов на их месте с 1207 по 1209 годы была построена новая кирпичная крепостная стена, которая защищала торговую крепость, проходя по улицам Зиргу, Розена, Сельдяной (позднее Господской, ныне Кунгу), Грешной (Грециниеку), Яня (Иоанновской). Вскоре по мере расширения площади городской застройки крепостная стена была продлена по набережной Даугавы и прошла вдоль улицы Яуниела. В неё были включены поселения местных жителей, преимущественно торговцев и ремесленников.
В ходе археологических раскопок начала 1960-х годов, которыми руководила археолог Татьяна Ильинична Павеле, остатки старинной крепостной стены, основанной немецкими крестоносцами на начальном этапе покорения Риги, были найдены между улицами Тиргоню и Розена одновременно с Рижским винным погребом, существовавшем на этом же участке Старого города.

## Строительство ворот и башен
Большие ворота, главный (парадный) въезд в средневековый торговый город, находились на перекрёстке Зиргу и Шкюню. Уже в 1215 году, когда Рига расширилась в ходе военно-экономической экспансии крестоносцев, было осуществлено строительство новой серии крепостной стены вокруг новой части города. В конце XIII столетия стена охватила участок городской застройки до улицы Торня и большое пространство набережной Даугавы, в наиболее уязвимой части которой была воздвигнута мощная угловая башня, которая впоследствии получила название Башни Святого Духа и стала составным элементом Рижского замка, новой резиденции Ливонского ордена. В северной части крепостной стены был образован ров. Со стороны Песчаной (позднее — Пороховой) башни располагался главный вход в город с примыкавшим к нему рынком — здесь в излучине реки Риги начинался Большой песчаный путь, представлявший собой главную сухопутную артерию Ливонии, по которой проходила интенсивная торговля с крупными городами Северо-Западной Руси, в частности, с Псковом.
В 1330 году в рамках длительного военно-торгового противостояния рижских бюргеров и рыцарей Ливонского ордена часть стены со стороны Даугавы была снесена, а после 1454 года она была восстановлена в районе нынешнего Арсенала (музейного комплекса).
Общая длина средневековой крепостной стены: 2,2 километра; первоначальная высота — 3,5 метра. В XIV столетия стена была повышена до 11 — 13 метров в связи с постепенным развитием системы наступательного вооружения, в том числе предназначенного для взятия укреплённых городов. С внутренней стороны стены была построена аркада толщиной 3 метра, которая в мирное время использовалась для хранения товаров, предназначенных для продажи на городских рынках. Несколько позже было осуществлено строительство 25 — 29 оборонительных башен, которые отличались по размеру, форме, толщине стен и функциональной направленности. Сперва в соответствии с господствующими принципами крепостного строительства часть башен имела четырёхугольную форму, которая затем была изменена на круглую и, наконец, полукруглую. Некоторая часть этих башен впоследствии была снесена в ходе развития фортификации. Ряд башен защищали крепостные ворота, которых в среднем насчитывалось 25 (главные — Песочные, Яковлевские и Маршальские (Марсталю)).

## Укрепления на левом берегу Даугавы
Вскоре возникла потребность в воздвижении оборонительных сооружений на левом берегу Даугавы, в связи с чем была построена Красная башня (будущий район Торенсберг (Торнякалнс). На её месте в первой половине XVII столетия (когда Рига входила в состав Швеции) был возведён важный оборонительный элемент Коброншанц.

## Сооружение новой системы валов
Воздвижение новой системы земляных укреплений началось в конце XV столетия в связи с распространением новых разновидностей огнестрельного оружия. Первые земляные валы упоминаются в 1422 году, а последовательное их сооружение началось в 1537 году. Первые крупные валы были построены между Песчаными и Яковлевскими воротами (1537—1548 гг.), а валы вдоль реки Риги были сооружены в 1550-е годы. Третья очередь валов появилась на участке от Яковлевских ворот до Западной Двины, а её строительство продолжалось более длительное время, до начала XVI века. После сооружения валов в черту города-крепости была включена часть территорий, расположена за рекой Ригой, издавна являвшейся природной границей города.

## Фортификационная реформа. Эрик Дальберг
На протяжении XVII столетия система крепостных сооружений часто подвергалась реконструкции, сперва в соответствии с принципами итальянской фортификации, затем под воздействием принципов голландского крепостного строительства, и наконец, в соответствии с требованиями французской системы. Более радикальную перестройку оборонительного комплекса Риги осуществил шведский губернатор, мастер фортификационной системы Эрик Дальберг и его помощники, военные инженеры. К концу XVII столетия новая система укреплений состояла из прямых участков земляного вала — куртин, в которые были встроены казематы (будущие Яковлевские казармы), облицованные камнем с наружной стороны.
Сперва были сооружены рондели, которые впоследствии были перестроены в пятиугольные каменные бастионы, располагавшиеся в поворотах валов (Яковлевский, Песочный, Пфаннкухен (Блинный, ранее назывался Новым), Шеров, Марстальский, Банный). На месте бывшего Песочного бастиона, расположенного у городского канала, сейчас возвышается озеленённое искусственное сооружение — Бастионная горка. На месте Блинного бастиона, например, позже был построен Первый городской (немецкий) театр, ныне — здание Национальной оперы. Другие были обращены к Даугаве (Мясниковский, Павловский, Треугольный, Шальский, Маршалковский). Из последних частично сохранился только Треугольный бастион, получивший статус памятника культуры; сейчас подземная территория, примыкающая к бастиону, сдаётся внаём. 4 равелина треугольной формы были размещены во рву: Яковлевский, Песочный, Сенной и Карлов.
Высота валов достигала 13 метров, ширина — 36-38 метров; валы, выходившие в сторону Даугавы, достигали 8 метров в высоту и 15 метров в ширину. Рижский крепостной вал имел 12 ворот (в разное время их число незначительно колебалось). Главными воротами в указанный период считались Песчаные (1639 г.), они располагались примерно в районе пересечения Вальню и Калькю (сейчас там небольшая площадь). Традиционно значимые городские ворота были украшены каменными порталами с изображениями главных геральдических символов, покровительственными надписями; большая часть порталов была сооружена в XVII столетии, а их перестройка проходила в XVIII—XIX столетии.
С 1567 года (период существования вольного города) были оборудованы специальные Портовые ворота для официальной транспортировки товаров, выгружаемых с торговых кораблей; на протяжении XVII века они часто использовались для почётного въезда в город высокопоставленных гостей (шведских королей и сановников). Вблизи Рижского замка в XVI веке были сооружены Замковый, Большой и Рыбацкий рондели. В этот период замок формально был вынесен за пределы крепостных сооружений Риги; он располагался на островном участке и с нескольких сторон был окружён глубоким рвом (часть «Свиного двора»), куда чаще всего рижские домовладельцы сбрасывали продукты жизнедеятельности. В 1634 году во времена губернатора Б. Б. Оксеншерны началось сооружение особого оборонительного форта со стороны самого опасного стратегического направления в сторону Риги, где военные суда могли часто открывать пушечный огонь по рижской крепости — впоследствии эта дополнительная крепость получила название Цитадель, управление которой осуществлял комендант. В 1653 году напротив замка был возведён Бастион Хорна, а после засыпания рва (1700 г.) Рижский замок снова был включён в систему оборонительных сооружений Внутреннего города.
В XVII веке шведская городская администрация начала строительство вспомогательных крепостных сооружений — палисадов и шанцев, и в это же время началось грандиозное строительство крупной Усть-Двинской крепости. В этот же период началось воздвижение земляных валов и бастионов, защищавших пригороды Риги. Например, со стороны будущей улицы Дзирнаву началось сооружение рва Роденбурга, которое проводилось под управлением видного военного инженера и фортификатора И. Роденбурга для предотвращения неожиданного нападения противника на рижские форштадты. От Даугавы до нынешней улицы Авоту были построены 9 бастионов, которые преследовали те же стратегические цели. Уже в XVIII веке, по мере расширения административной зоны рижской жилой застройки, были воздвигнуты новые ворота — Раунские, Яновы, Отбельщиковы, Пастбищные.

## Создание Эспланады
В 1772 году по итогам дискуссии, касавшейся обустройства зоны, примыкающей к крепости со стороны городских предместий, решено было переоборудовать территорию у Старого города и Цитадели в Эспланаду. Тогда же был снесён высокий старинный холм Куббе, игравший ключевую роль в ходе многочисленных осад Риги неприятелем. В 1850—1854 годы был снесён Шальский бастион и несколько перестроен Маршалковский бастион.

## Снос крепости
После окончания Крымской войны был аннулирован статус Рижской крепости и начался снос городских укреплений. Работы по сносу курировал военный губернатор Прибалтики Александр Аркадьевич Суворов. С 1857 по 1863 г. были снесены укрепления вокруг Внутреннего города, что соответствовало практическому удобству горожан. С 1872 по 1875 годы был произведён снос укреплений Цитадели. Сохранилась часть городского рва, которая подверглась благоустройству и превратилась в городской канал. Грунт, полученный по итогам сноса и разборки крепостных сооружений, использовали для засыпки низких мест вокруг Старой Риги, также с его помощью была расширена и поднята набережная Даугавы.

## Сохранившиеся башни
Из всех городских башен сохранилась только Пороховая. Позже, по итогам археологических раскопок, была восстановлена четырёхугольная башня Рамера. Башня Юргена была встроена в здание Общества архитекторов Латвии, примыкающее к Шведским воротам.